# Arènes El Bosque
Les arènes El Bosque (en espagnol : Plaza de toros El Bosque) sont les arènes de la ville colombienne d'Armenia, chef-lieu du département de Quindío, en Colombie. Détruites par un tremblement de terre le 25 janvier 1999, elles furent reconstruites et re-inaugurées le 15 octobre 2000. Elles ont une capacité de 9 000 places. Selon Jean-Baptiste Maudet, elles avaient en 2009 une capacité d'accueil de 6 000 personnes. La couverture des arènes a peut-être augmenté leur capacité.

## Présentation et historique récente
Une coupole recouvre les arènes depuis 2011 pour permettre la climatisation et ouvrir l'espace à d'autres spectacles. Toutefois le coût des travaux (1,4 million d'euros) et les dépassements de budget ont provoqué des polémiques.